# Joan d'Àvila
Joan d'Àvila (Almodóvar del Campo, 6 de gener de 1500 - Montilla, 10 de maig de 1569) va ser un prevere espanyol, gran predicador i escriptor místic, canonitzat per Pau VI el 1970. És conegut com a "Apòstol d'Andalusia" i n'és el sant patró.

## Biografia
Nat d'una família castellana acomodada, va estudiar dret a Salamanca, d'on passà a la Universitat d'Alcalá de Henares, on es va doctorar en teologia i filosofia. Va quedar orfe i es va ordenar sacerdot el 1525: llavors va celebrar la seva primera missa a l'església on hi havia enterrats els seus pares i va repartir-ne l'herència entre els pobres.

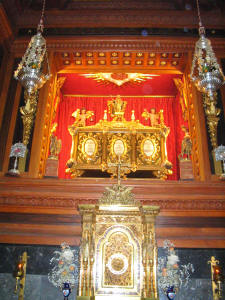
Sepulcre de Sant Joan a l'Encarnació de Montilla.

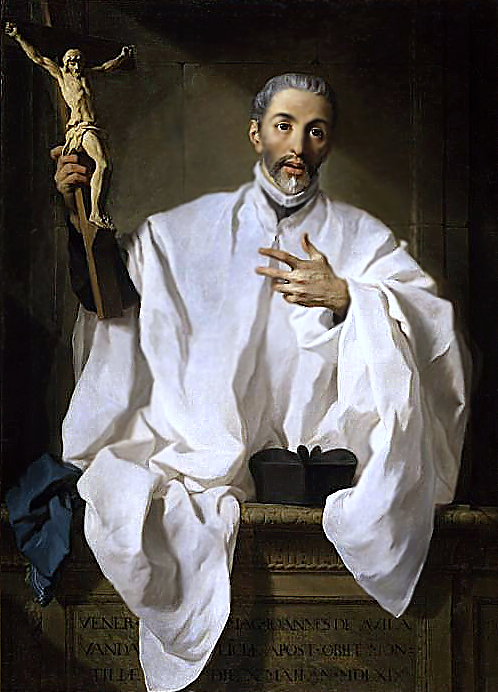
Pintura per Pierre Subleyras, ca. 1729 (París, Louvre).

El 1527 va pensar de partir cap a Mèxic com a missioner, però el seu zel i la seva capacitat oratòria van fer que el bisbe de Sevilla li encarregués d'organitzar missions populars arreu d'Andalusia per tal de reviure-hi la fe. La seva fama com a predicador va fer-lo conegut entre tota mena de gent; hom va encarregar-li el sermó funeral per l'emperadriu Elisabet de Portugal, esposa de Carles V, el 17 de maig de 1538, sermó que va influir decisivament en la conversió i la vida del futur Sant Francesc de Borja.
Amic de Sant Ignasi de Loiola, afavorí l'establiment dels jesuïtes a Espanya, donà suport a la reforma dels carmelites per Santa Teresa de Jesús i a Sant Joan de Déu per la fundació de l'Orde Hospitalari.
És autor de nombroses obres devocionals i místiques, com l'Epistolario espiritual para todos los estados i Audi, filia, et vide, que gaudiren d'un extraordinari èxit a la segona meitat del segle xvi, essent traduïdes i difoses per tot Europa, a més de ser obres clàssiques de la literatura en castellà del Segle d'Or.

## Culte
El culte s'aprovà sota el papat de Climent XIII, essent proclamat Venerable el 8 de febrer de 1759. El papa Lleó XIII el beatificà el 4 d'abril de 1894 i, el 31 de maig de 1970, va ser canonitzat per Pau VI. Se'n commemora la festivitat l'aniversari de la mort, el 10 de maig.
El 20 d'agost de 2011, durant la XXVI Jornada Mundial de la Joventut a Madrid, el papa Benet XVI anuncià que en un futur pròxim seria proclamat Doctor de l'Església; la proclamació va tenir lloc a Roma el 7 d'octubre de 2012.